# RBS 23 BAMSE

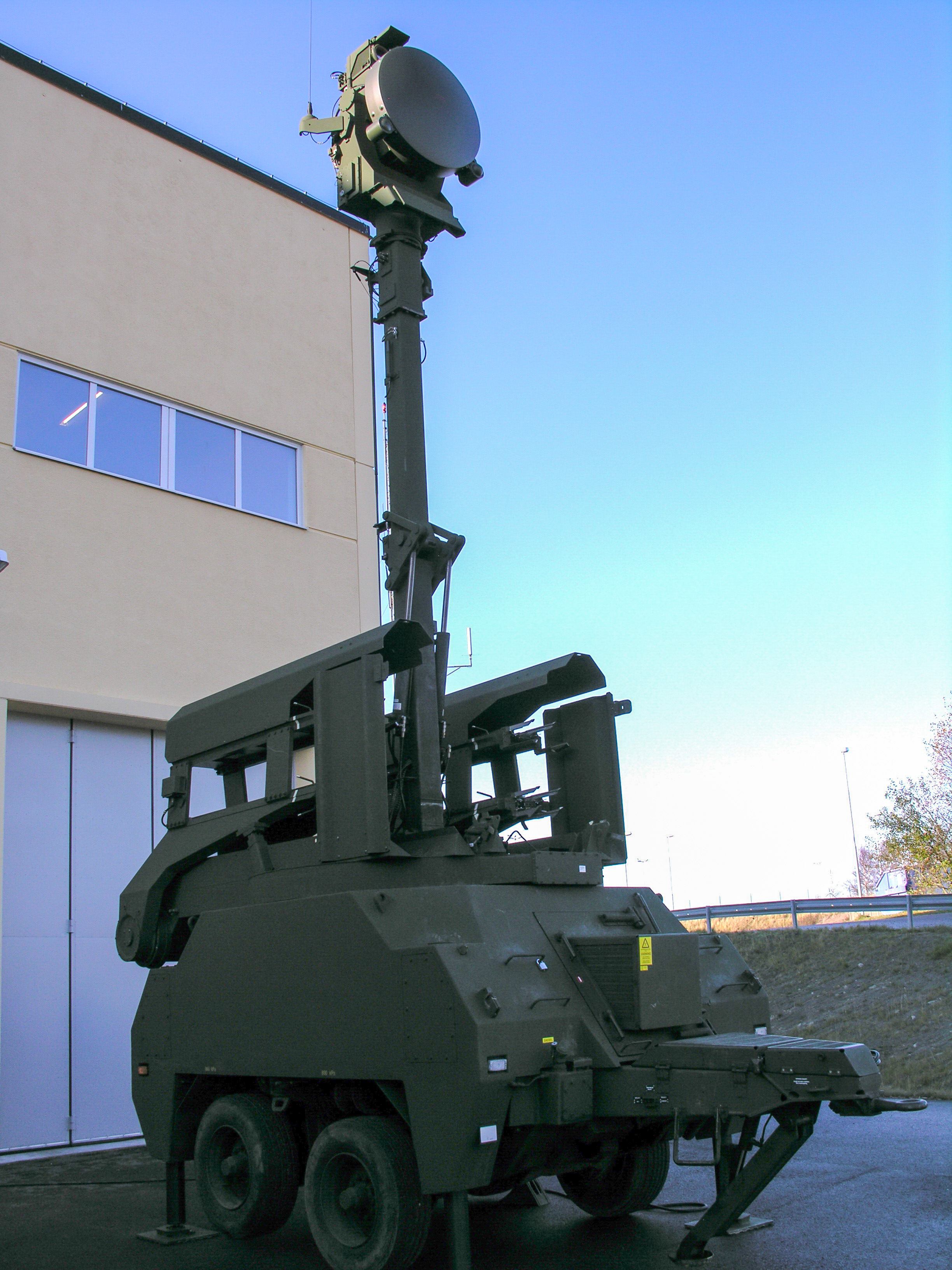
RBS 23 BAMSE

Il Bamse è un missile terra-aria svedese, con gittata e tangenza entrambe di 15 km, arma a medio raggio sviluppata dalla Svezia negli anni novanta, con capacità ognitempo.